# Blancs-Coteaux
Blancs-Coteaux ist eine französische Gemeinde mit 3.120 Einwohnern (Stand: 1. Januar 2022) im Département Marne in der Region Grand Est. Sie gehört zum Arrondissement Épernay und ist der Hauptort (bureau centralisateur) im Kanton Vertus-Plaine Champenoise. 

## Geographie
Blancs-Coteaux liegt etwa 40 Kilometer südlich von Reims. Das Gemeindegebiet wird vom Flüsschen Berle durchquert.

## Geschichte
Zum 1. Januar 2018 wurde Blancs-Coteaux als Commune nouvelle (neue Gemeinde) aus den vormals eigenständigen Kommunen Gionges, Oger, Vertus und Voipreux gebildet.

## Gliederung
| Ortsteil                  | ehemaliger INSEE-Code | Fläche (km²) | Einwohnerzahl (2016) |
| ------------------------- | --------------------- | ------------ | -------------------- |
| Gionges                   | 51271                 | 10,75        | 0223                 |
| Oger                      | 51411                 | 15,06        | 0538                 |
| Vertus (Verwaltungssitz)0 | 51612                 | 35,68        | 2337                 |
| Voipreux                  | 51651                 | 04,32        | 0232                 |

## Sehenswürdigkeiten

### Gionges
- Kirche Saint-Ferréol-et-Saint-Ferjeux aus dem 12. Jahrhundert
- Schloss La Crolière

### Oger
- Kirche Saint-Laurent aus dem 12. Jahrhundert
- Schloss Oger (auch: Schloss Léon Bourgeois)
- Museum

### Vertus
- Kirche Saint-Martin, zwischen dem Ende des 11. Jahrhunderts und zu Beginn des 12. Jahrhunderts erbaut, drei Krypten und ziselierte Kapitelle.
- Puits Saint-Martin, am Fuß der Kirche St. Martin befindet sich ein idyllisches Wasserstück, von vielen Quellen gespeist, an dem Schwäne und Enten gerne rasten
- Porte Baudet aus dem Mittelalter
- Saal Wogner, Veranstaltungen
- Bürgermeisterei, zu ihrer Zeit wurden die Räume durch eine alte Maladrerie belegt, die von resoluten Damen, den Dames Régentes geleitet wurde, die mit der Erziehung von jungen Mädchen beauftragt waren. Seit 1807 beherbergt das Haus die Mairie, die nach der Zusammenlegung zur Commune nouvelle auch Rathaus der neuen Gemeinde wurde

### Voipreux
- Menhir
- Kirche Saint-Pierre aus dem 12. Jahrhundert
- Gräberfeld aus der Merowingerzeit

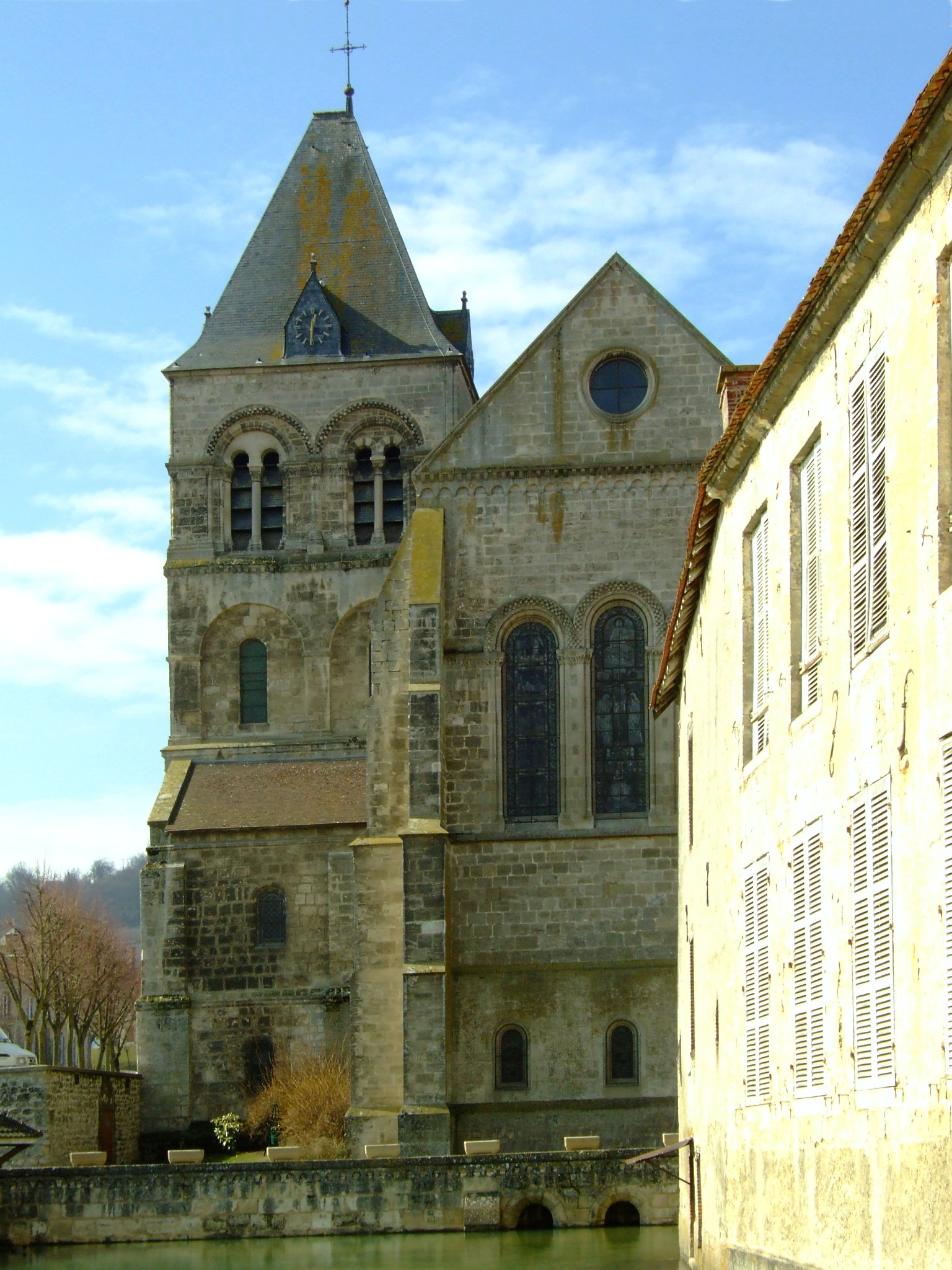
Kirche Saint-Martin in Vertus
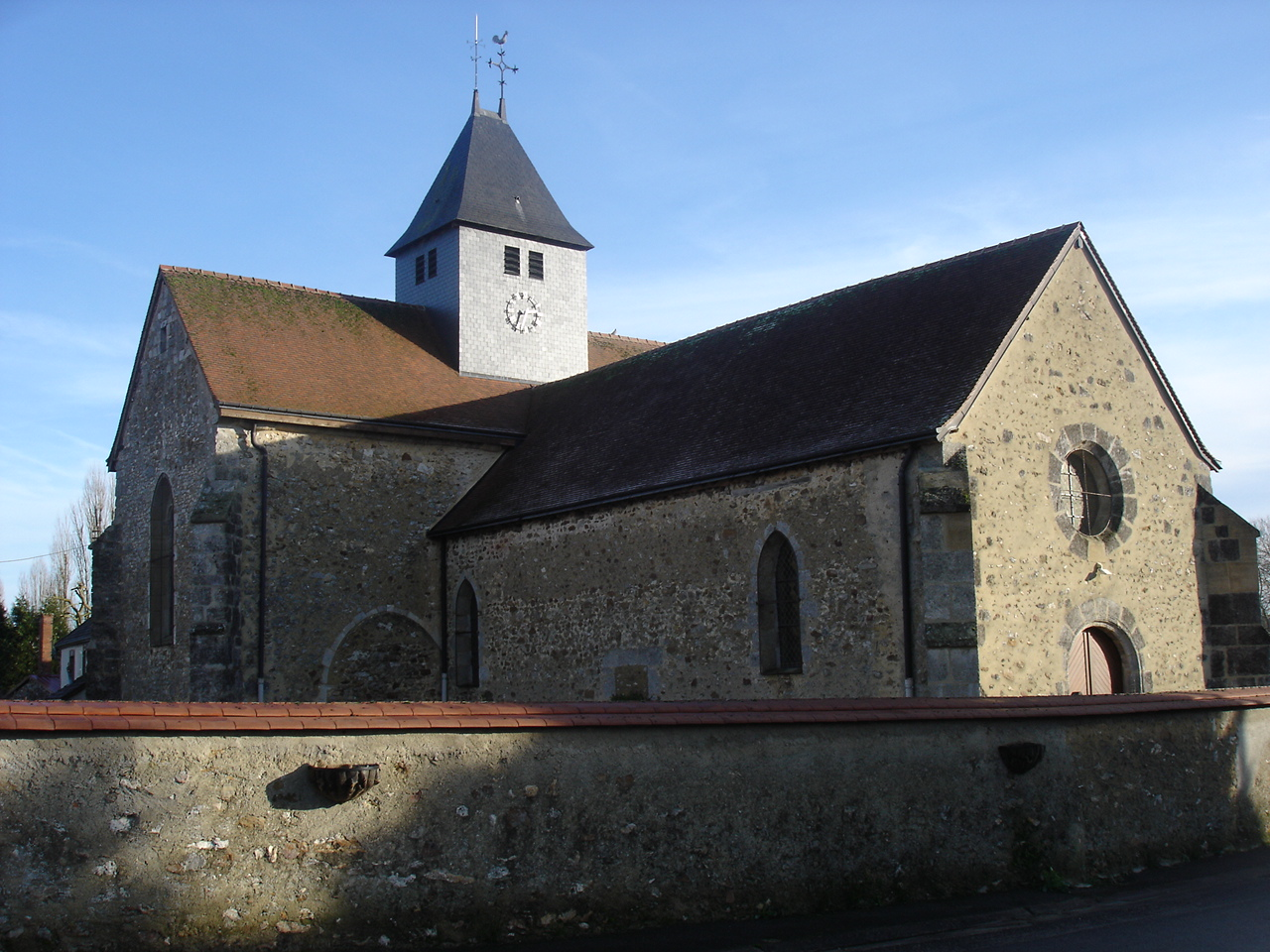
Kirche Saint-Ferréol-et-Saint-Ferjeux in Gionges
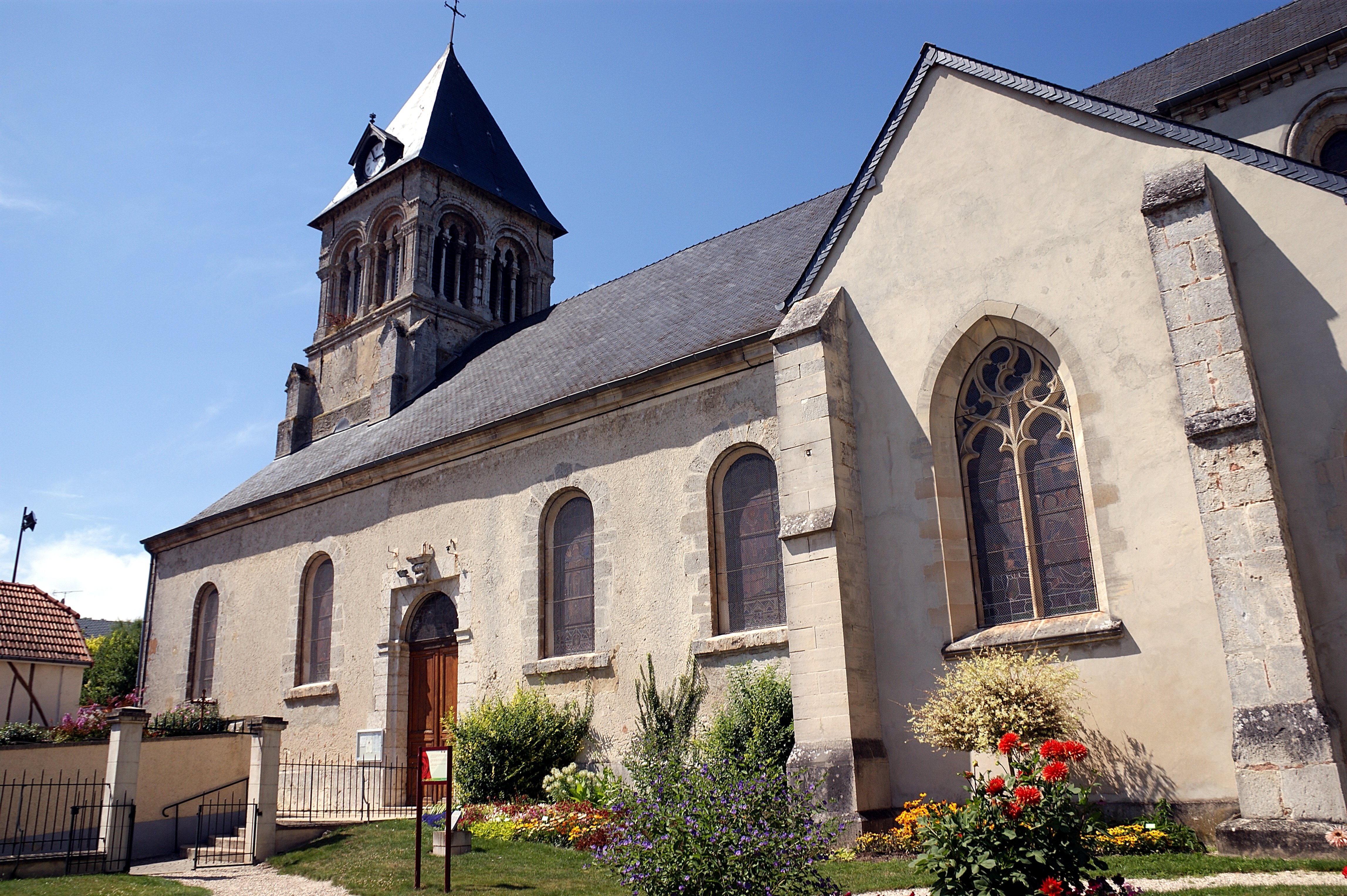
Kirche Saint-Laurent in Oger
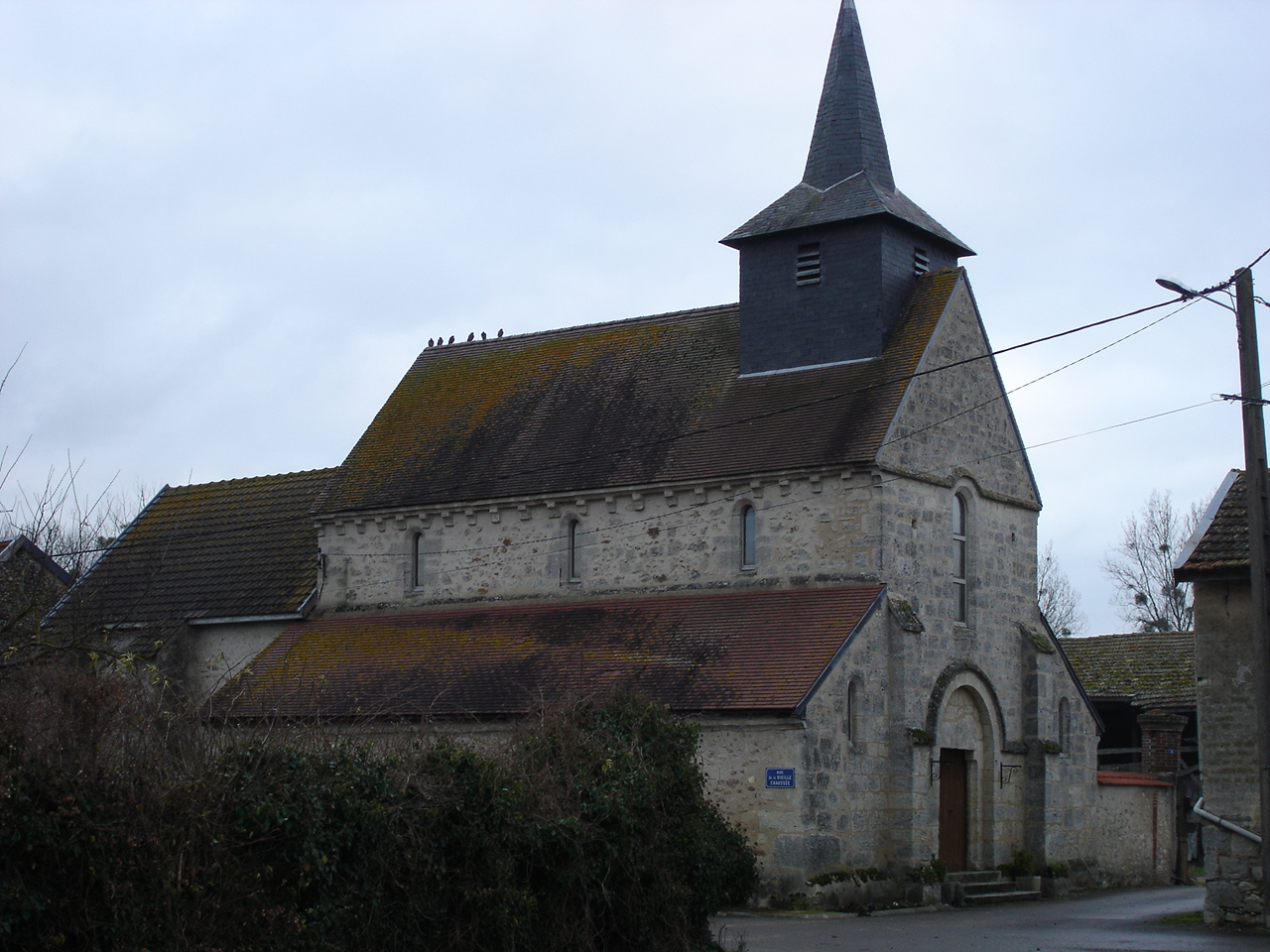
Kirche Saint-Pierre in Voipreux
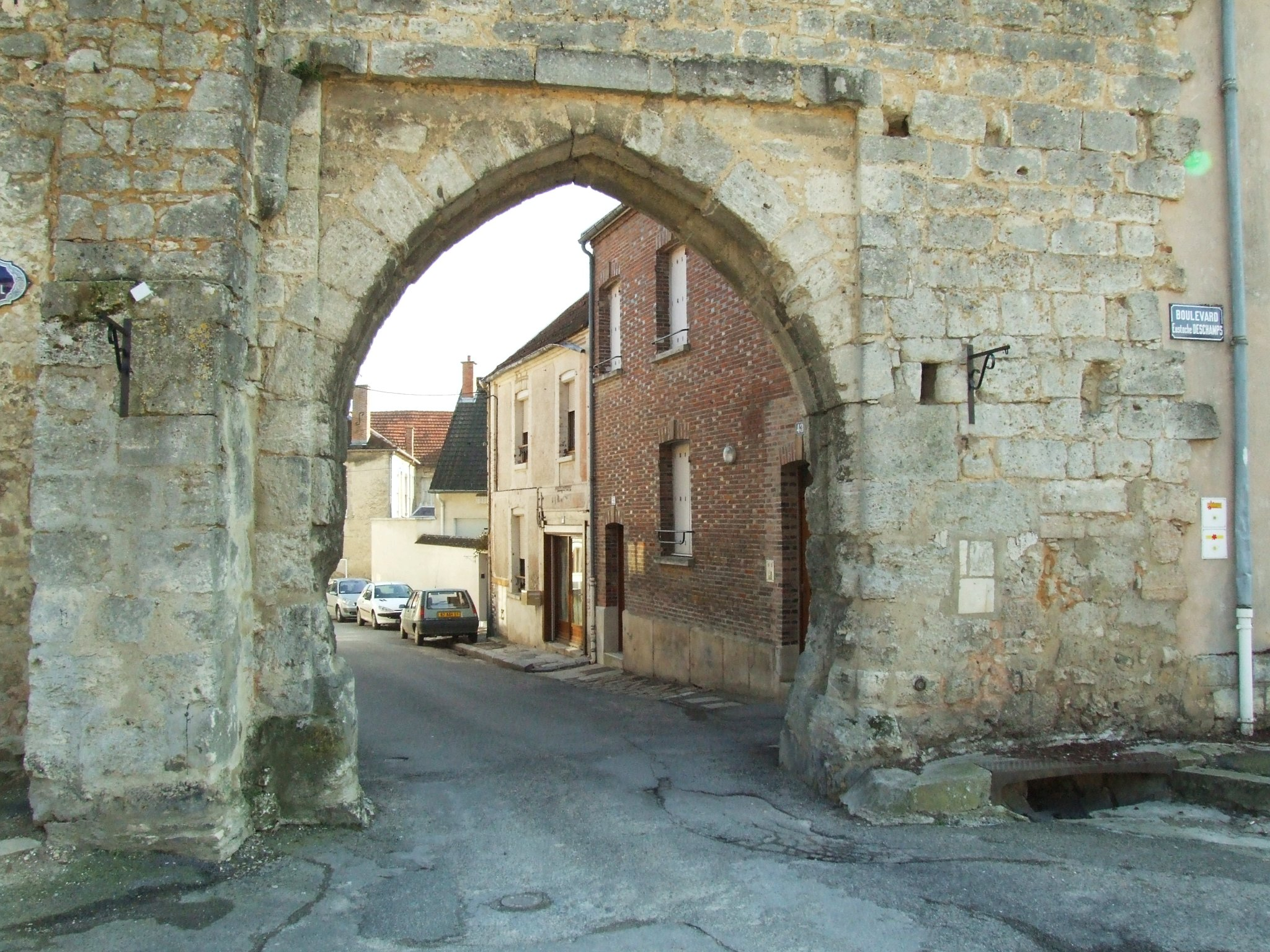
La Porte Baudet
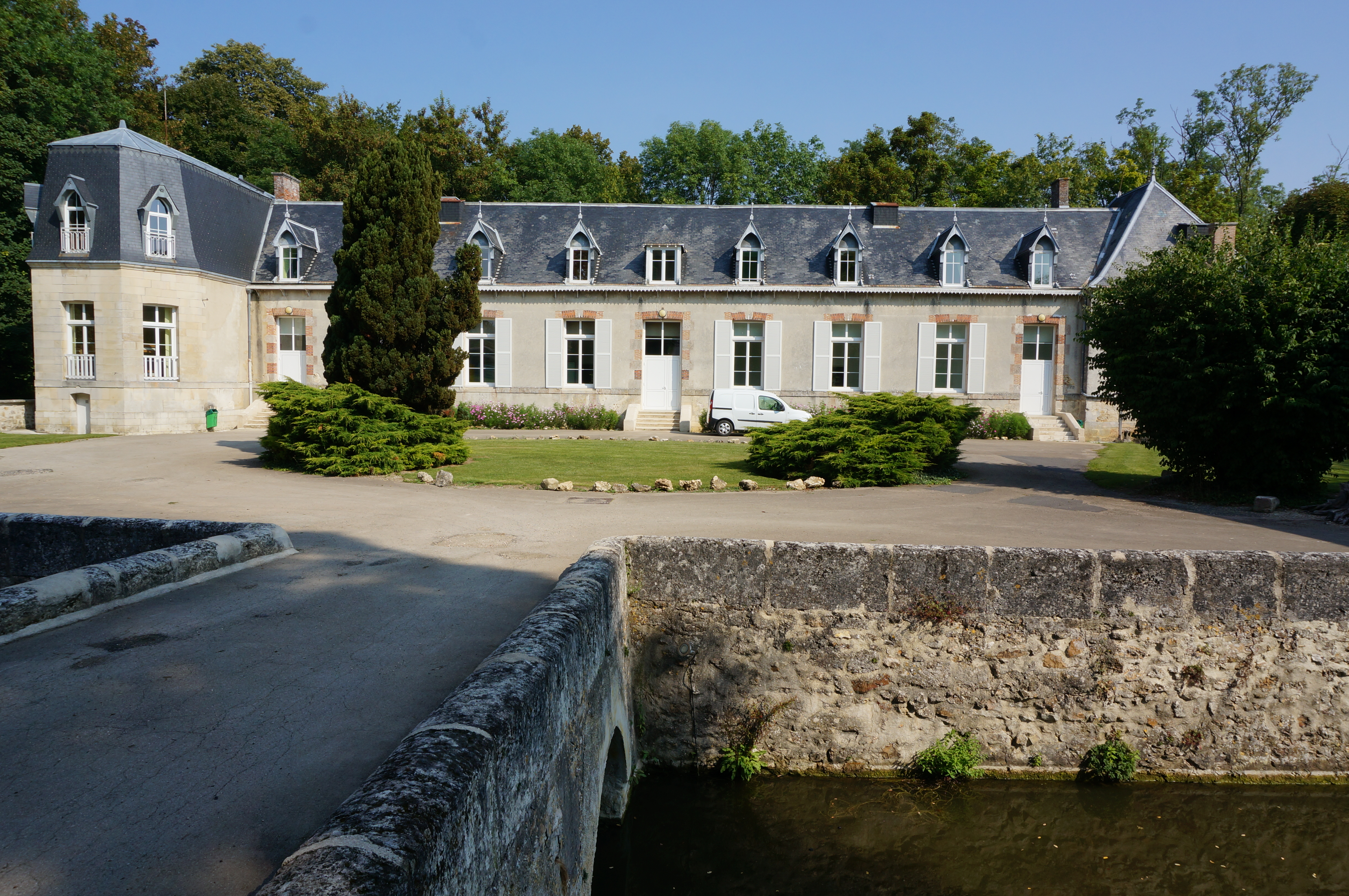
Schloss La Crolière in Gionges
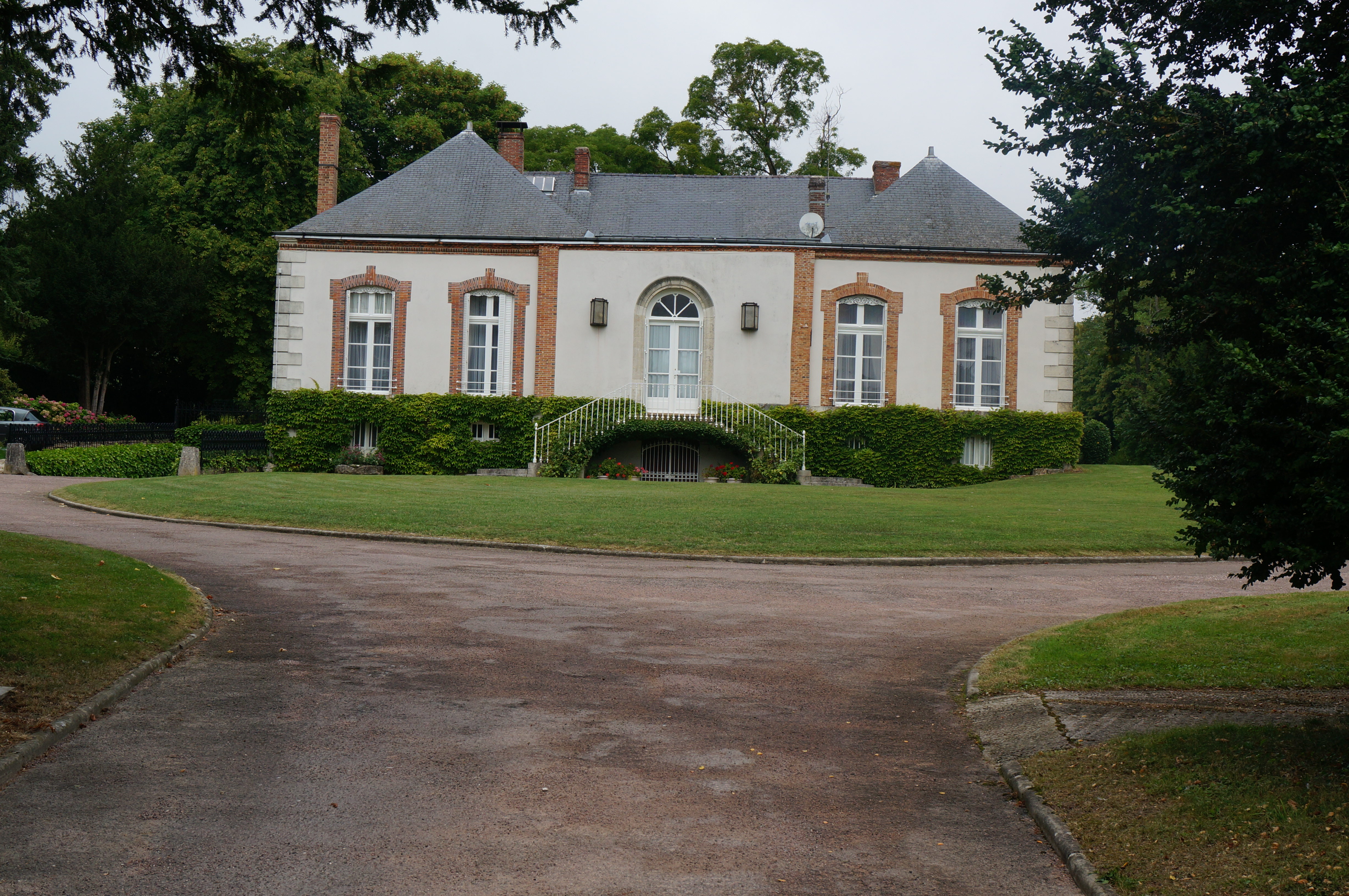
Schloss Oger

## Weinbau
Die Gegend ist ein wichtiger Weinbauort der Côte des Blancs, einem Teil des Anbaugebietes für den Grundwein des Champagners (siehe auch Champagne (Weinbaugebiet)). Die Weinberge der Gemeinde sind als Premier Cru, d. h. als gute, aber nicht als Spitzenlagen eingestuft. Wie überall an der Côte des Blancs dominiert im Rebsortenspiegel der Chardonnay. Ein Sechstel des Bestandes entfällt in Blancs-Coteaux entfällt auf Pinot Noir. Zu den Grundbesitzern in Vertus gehören die großen Champagnerhäuser Moët & Chandon, Veuve Clicquot Ponsardin, Taittinger und Roederer. 

## Partnerschaften
Über den Ortsteil Vertus besteht seit 1966 eine Partnerschaft mit der deutschen Gemeinde Bammental in Baden-Württemberg.

## Persönlichkeiten
- Léon Bourgeois (1851–1925), Jurist, Politiker (Außenminister 1906), Präsident des Völkerbundes und Friedensnobelpreisträger (1920), in Oger gestorben